# Medoševac, Niš
Medoševac (izvirno srbsko Медошевац) je naselje v Srbiji, ki upravno spada pod Občino Niš; slednja pa je del Niškega upravnega okraja.

## Demografija
V naselju živi 2127 polnoletnih prebivalcev, pri čemer je njihova povprečna starost 39,0 let (38,4 pri moških in 39,6 pri ženskah). Naselje ima 894 gospodinjstev, pri čemer je povprečno število članov na gospodinjstvo 3,02.
To naselje je, glede na rezultate popisa iz leta 2002, večinoma srbsko.
|  |

| Demografija | Demografija     | Demografija     |
| Leto        | Št. prebivalcev | Št. prebivalcev |
| ----------- | --------------- | --------------- |
|             |                 |                 |
|             |                 |                 |
|             |                 |                 |
|             |                 |                 |
| 1948        | 902             |                 |
| 1953        | 1024            |                 |
| 1961        | 1777            |                 |
| 1971        | 2419            |                 |
| 1981        | 2608            |                 |
| 1991        | 2564            | 2534            |
| 2002        | 2788            | 2704            |
|             |                 |                 |

| Etnična sestava po popisu iz leta 2002 | Etnična sestava po popisu iz leta 2002 | Etnična sestava po popisu iz leta 2002 | Etnična sestava po popisu iz leta 2002 | Etnična sestava po popisu iz leta 2002 |
| -------------------------------------- | -------------------------------------- | -------------------------------------- | -------------------------------------- | -------------------------------------- |
| Srbi                                   | Srbi                                   |                                        | 2.606                                  | 96,37%                                 |
| Romi                                   | Romi                                   |                                        | 39                                     | 1,44%                                  |
| Bolgari                                | Bolgari                                |                                        | 15                                     | 0,55%                                  |
| Jugoslovani                            | Jugoslovani                            |                                        | 11                                     | 0,40%                                  |
| Makedonci                              | Makedonci                              |                                        | 8                                      | 0,29%                                  |
| Rusi                                   | Rusi                                   |                                        | 3                                      | 0,11%                                  |
| Hrvati                                 | Hrvati                                 |                                        | 2                                      | 0,07%                                  |
| Bunjevci                               | Bunjevci                               |                                        | 2                                      | 0,07%                                  |
| Neznano                                | Neznano                                |                                        | 12                                     | 0,44%                                  |